# Santa Joana d'Arc de Perpinyà
Santa Joana d'Arc de Perpinyà és la capella de la institució del mateix nom de la ciutat de Perpinyà, a la comarca del Rosselló, de la Catalunya del Nord.
Està situada en el col·legi i institució privada de Santa Joana d'Arc, en el número 16 del carrer de la Valette, al costat mateix de llevant de l'Estació de Perpinyà.